# Hail, Columbia
Hail, Columbia è un inno patriottico americano, e la marcia d'ingresso cerimoniale del vicepresidente degli Stati Uniti.
È stato considerato uno degli inni nazionali non ufficiali degli Stati Uniti fino al 1931, con l'adozione di The Star-Spangled Banner come inno nazionale. Columbia è un nome poetico e personificazione degli Stati Uniti d'America durante il XIX secolo.

## Storia
La musica fu composta da Philip Phile nel 1789 per l'insediamento del presidente degli Stati Uniti d'America e intitolata La marcia del Presidente (The President's March). Divenne l'inno Hail, Columbia quando Joseph Hopkinson, nel 1798, ne scrisse il testo. L'inno fu utilizzato negli Stati Uniti come inno nazionale de facto (insieme ad altri brani come My Country, 'Tis of Thee) per gran parte del XIX secolo, ma perse in popolarità quando, dopo la prima guerra mondiale fu sostituito nel 1931 da The Star-Spangled Banner.
Fu l'inno personale per il Presidente finché fu rimpiazzato da Hail to the Chief, e ora è l'inno ufficiale del vicepresidente. L'inno è sempre preceduto da quattro squilli di tromba nel presentare il vicepresidente. È stata anche utilizzata come marcia lenta durante cerimonie militari spesso mentre la banda suonava una contromarcia.

## Testo
Hail Columbia, happy land!
Hail, ye heroes, heav'n-born band,

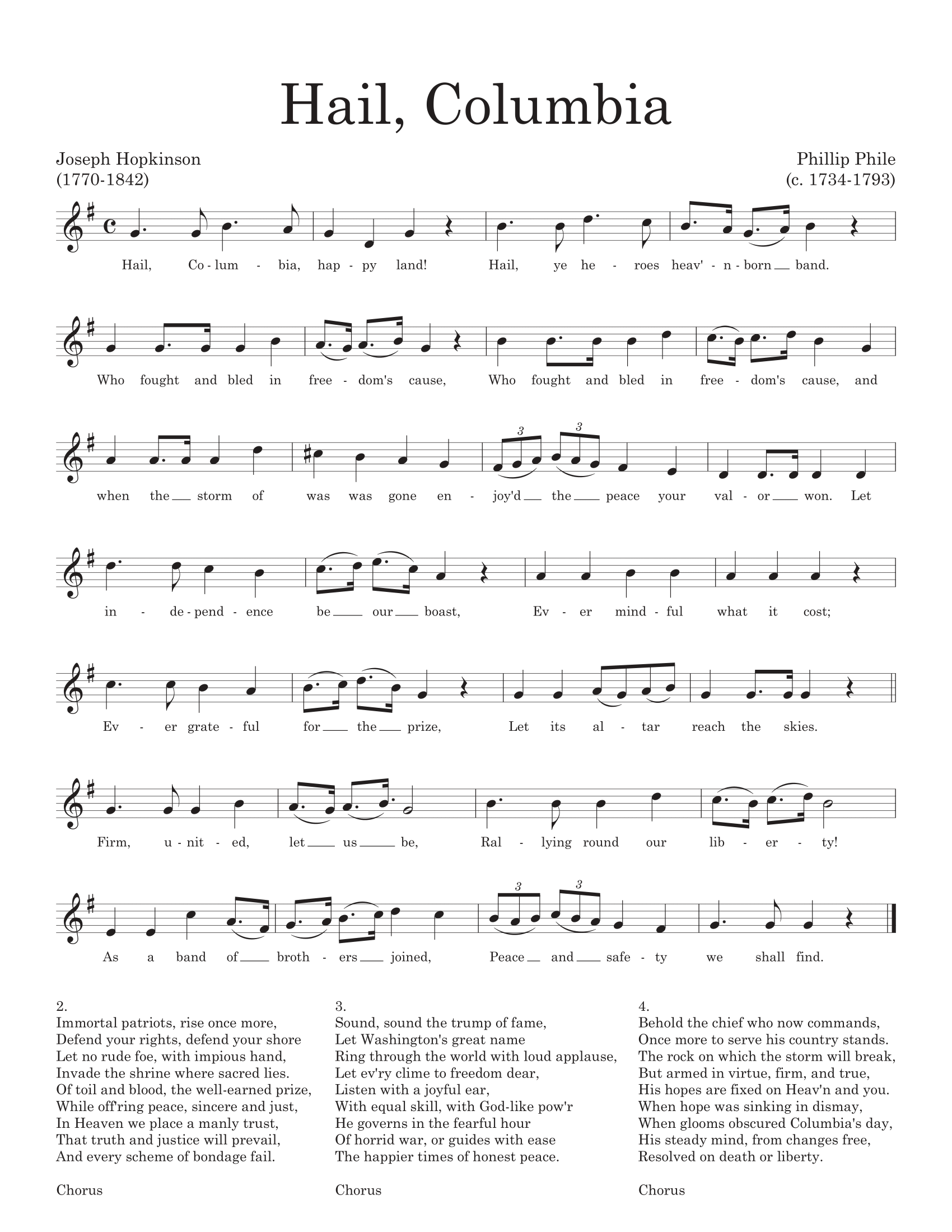
Spartito

𝄆 Who fought and bled in freedom's cause, 𝄇
And when the storm of war was gone
Enjoy'd the peace your valor won.
Let independence be our boast,
Ever mindful what it cost;
Ever grateful for the prize,
Let its altar reach the skies.
Coro
Firm, united let us be,
Rallying round our liberty,
As a band of brothers joined,
Peace and safety we shall find.
Immortal patriots, rise once more,
Defend your rights, defend your shore!
𝄆 Let no rude foe, with impious hand, 𝄇
Invade the shrine where sacred lies
Of toil and blood, the well-earned prize,
While off'ring peace, sincere and just,
In Heaven we place a manly trust,
That truth and justice will prevail,
And every scheme of bondage fail.
Coro
Firm, united let us be,
Rallying round our liberty,
As a band of brothers joined,
Peace and safety we shall find.
Sound, sound the trump of fame,
Let Washington's great name
𝄆 Ring through the world with loud applause, 𝄇
Let ev'ry clime to freedom dear,
Listen with a joyful ear,
With equal skill, with God-like pow'r
He governs in the fearful hour
Of horrid war, or guides with ease
The happier times of honest peace.
Coro
Firm, united let us be,
Rallying round our liberty,
As a band of brothers joined,
Peace and safety we shall find.
Behold the chief who now commands,
Once more to serve his country stands.
𝄆 The rock on which the storm will break, 𝄇
But armed in virtue, firm, and true,
His hopes are fixed on Heav'n and you.
When hope was sinking in dismay,
When glooms obscured Columbia's day,
His steady mind, from changes free,
Resolved on death or liberty.
Coro
Firm, united let us be,
Rallying round our liberty,
As a band of brothers joined,
Peace and safety we shall find.